# Oberbadische Okkupation
Der Begriff der „Oberbadischen Okkupation“ wird in der historischen Literatur für die Besetzung der oberen Markgrafschaft Baden-Baden durch Truppen des Markgrafen Ernst Friedrich von Baden-Durlach unter Wolf Dietrich von Gemmingen (1550–1601) verwendet, die am 21. November 1594 erfolgte. Der Begriff umfasst auch die bis 1622 andauernde Besetzung und Verwaltung.

## Besetzte Gebiete

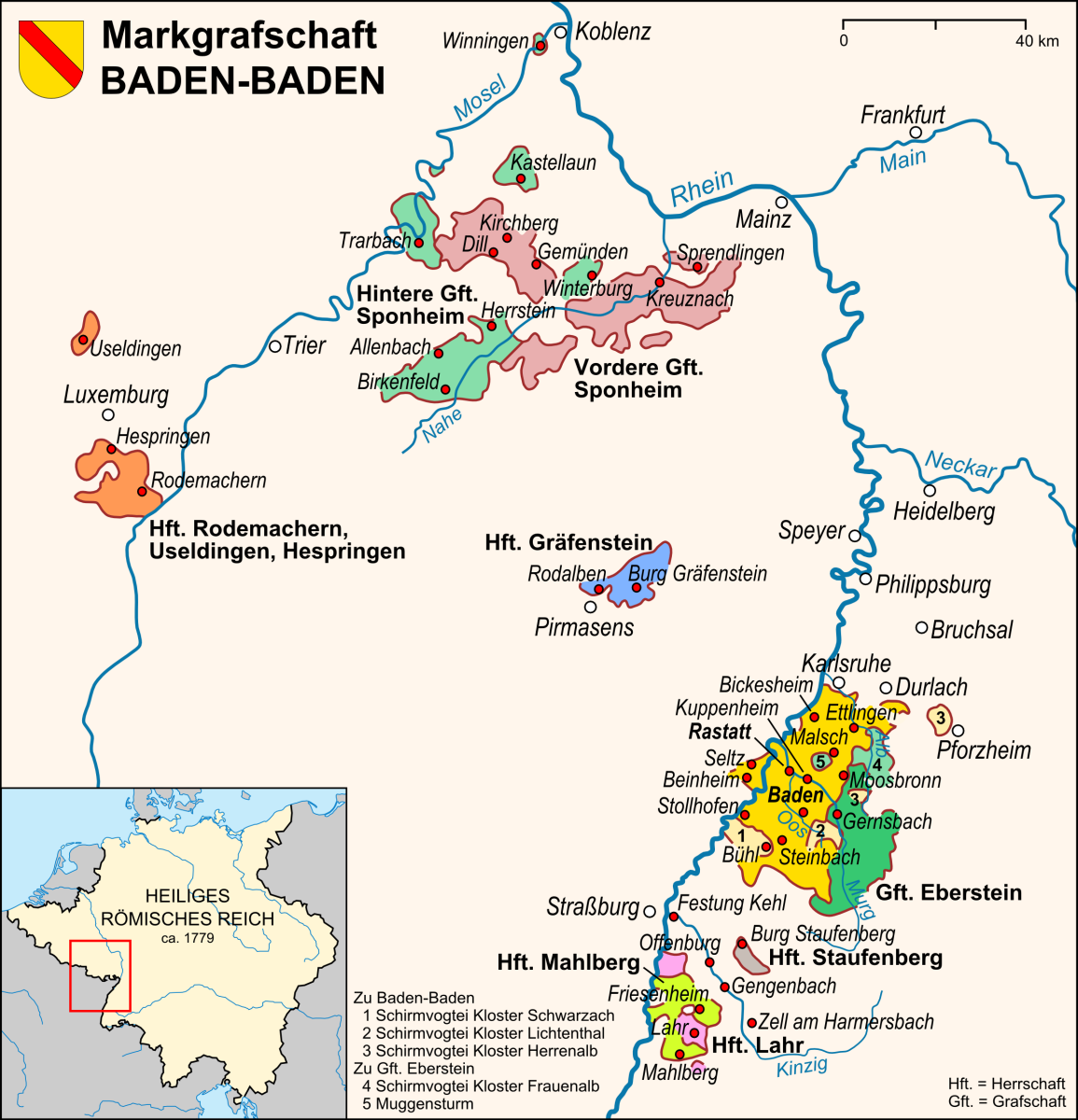
Karte der Markgrafschaft Baden-Baden

Unmittelbar wurden die Hauptorte Ettlingen, Baden-Baden, Kuppenheim, Stollhofen und Rastatt besetzt. Die Herrschaft Gräfenstein sowie die Vordere und Hintere Grafschaft Sponheim wurden nicht besetzt; die Herrschaften Rodemachern, Useldingen und Hesperingen bildeten zu dieser Zeit die gesonderte Markgrafschaft Baden-Rodemachern und wurden von Philipp III., einem Bruder Eduard Fortunats regiert. Ein Versuch Ernst Friedrichs die Herrschaft Gräfenstein einzunehmen wurde abgewehrt.
Den badischen Anteil an der Grafschaft Eberstein hatte Eduard Fortunat im Frühjahr 1595 an Philipp III. von Eberstein verpfändet, wofür er über 20'000 Gulden zur Finanzierung seiner Söldner erhalten sollte. Da die Verpfändung nach den Gesetzen des Gesamthauses Baden der Zustimmung durch die Brüder und Agnaten Eduard Fortunats bedurfte, forderte Ernst Friedrich den Ebersteiner zunächst auf den ungültigen Vertrag in Güte zu beenden. Nachdem dieser dem nicht nachkam, sandte Ernst Friedrich seine Truppen auch in die Grafschaft Eberstein und Philipp III. hielt seine Zahlung an Eduard Fortunat zurück.
Auch die Herrschaften Lahr und Mahlberg wurden alsbald von Ernst Friedrich besetzt.

## Rechtsgrundlage
Ernst Friedrich stützte seine Intervention rechtlich auf die Pragmatische Sanktion des Markgrafen Christoph I. von Baden und den Schadloshaltungsvertrag von 1537.
Nach dem Hausgesetz von Markgraf Christoph bildete das gesamtbadische Gebiet trotz aller Teilungen weiterhin eine Einheit. Nach dem Tod Bernhards III. von Baden-Baden wurde zwischen den Vormunden seiner Kinder und seinem Bruder Ernst eine erweiterte vertragliche Bindung vereinbart. Sofern eine Linie des Hauses Baden bei der Abtragung gemeinsamer Schulden säumig war und die andere Linie dafür von Gläubigern in Anspruch genommen wurde, erhielt die geschädigte Linie das Recht, sich durch Besetzung des Landes der anderen Linie schadlos zu halten. Dieser Fall trat ein, nachdem ein Gläubiger des Markgrafen Eduard Fortunat von Baden-Baden ausgebliebene Zinszahlungen auch bei den baden-durlachischen Städten Durlach und Pforzheim einzutreiben versuchte. Eduard Fortunat änderte trotz aller Anmahnungen seines durlachischen Vetters sein Verhalten nicht und lebte weiter über seine Verhältnisse.

## Moralische Rechtfertigung
Die Bevölkerung der Markgrafschaft litt unter der drückenden Schuldenlast des Landes, die zu erhöhter Abgabenlast führte. Darüber hinaus bestand unter Eduard Fortunat eine erhebliche Rechtsunsicherheit, die in Justizmord und fürstlich organisiertem Straßenraub gipfelte. Es ist wohl davon auszugehen, dass vor dem Hintergrund der religiösen Konflikte die protestantische Seite die Verfehlungen Eduard Fortunats überbetonte, aber auch die eigenen, katholischen Berater bezeugen solche Verfehlungen, und die Versuche Eduard Fortunats sich als Opfer einer protestantischen Intrige darzustellen, zielten nur darauf ab, Beistand durch katholische Stände zu gewinnen. Seine religiöse Einstellung und sein Charakter wurden von allen Seiten stark kritisiert.

## Politische Absicherung

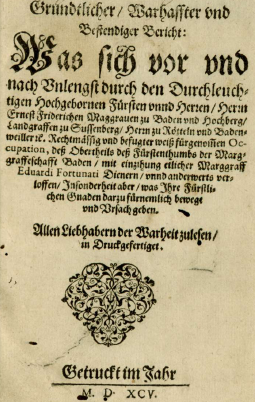
Denkschrift Ernst Friedrichs zur oberbadischen Okkupation

Direkt nach der Besetzung sandte Ernst Friedrich eine Denkschrift an Kaiser Rudolf II. und eine Reihe evangelischer und katholischer Fürsten, in der er die juristische und moralische Begründung für seine Maßnahme darlegte und keinerlei religionspolitische Motive andeutete.

## Der Preis
Der Preis, den Ernst Friedrich für die Okkupation bezahlen musste, war recht hoch. Zur Besetzung und zur Abwehr der drohenden Rückeroberung durch Eduard Fortunat musste er Truppen anwerben. Deren Kosten und die Schuldenlast des Landes zwangen ihn dazu die Ämter Besigheim und Mundelsheim 1595 an Herzog Friedrich I. von Württemberg zu verkaufen und 1603 auch noch die Ämter Altensteig und Liebenzell gegen Malsch und Langensteinbach einzutauschen. Durch diese Verkäufe verlor Baden-Durlach reichen Waldbesitz und Schifffahrtsrechte. Das Herzogtum Württemberg nahm damit immer mehr Positionen im ehemaligen badischen „Nordosten“ ein.

## Geschichte
Markgraf Ernst Friedrich (1577–1604) besetzte im Jahr 1594 die obere Markgrafschaft Baden-Baden und vertrieb den dort regierenden Fürsten Eduard Fortunat. Dieser Akt, verschärfte die konfessionellen Gegensätze am Oberrhein und führte Baden-Durlach politisch noch näher an die calvinistisch geprägte Kurpfalz heran.
Nach dem Tod Eduard Fortunats (1600) wollten die katholischen Reichsfürsten dessen Kindern zum Erbe verhelfen, damit die katholische Markgrafschaft Baden-Baden nicht an die lutherische Markgrafschaft Baden-Durlach fiele. Die Rechtsposition von Baden-Durlach war jedoch, dass zwischen Eduard Fortunat und Maria von Eicken nie eine rechtsgültige Ehe geschlossen wurde und damit die Kinder nicht sukzessionsfähig seinen. Für den Fall, dass doch eine Ehe nachweisbar wäre, so wäre es eine morganatische Ehe und die Kinder nicht ebenbürtig, d. h. sie könnten die Markgrafschaft Baden-Baden nicht als Reichslehen empfangen.
Auch Ernst Friedrichs Nachfolger, sein Bruder Georg Friedrich hielt das baden-badische Territorium weiterhin besetzt. Am 14. April 1605 wurde er von Kaiser Rudolf II. mit der gesamten Markgrafschaft Baden belehnt, wofür er sich u. a. verpflichten musste keine Religionsveränderung in baden-badischen Territorium vorzunehmen, die Schulden der Markgrafschaft Baden-Baden zu bezahlen und den Kindern Eduard Fortunats das Amt Kastellaun und die badischen Besitzungen in Luxemburg zu überlassen. Zudem sollte er ein allfälliges Verfahren vor dem Reichshofrat akzeptieren und der Witwe und den Kindern Eduard Fortunats einen Zuschuss zu Unterhalt und Prozesskosten zahlen.
Der Prozess vor dem Reichshofrat wurde im Februar 1606 durch eine Klageschrift im Namen der Kinder Eduard Fortunats eingeleitet, wobei die Kläger vom bayerischen Herzog Maximilian I. maßgeblich unterstützt wurden.
Während Georg Friedrich seinen Rechtsanspruch mit Hilfe der evangelischen Reichsfürsten durchzusetzen versuchte, setzten der Vormund der Kinder Eduard Fortunats, Albrecht VII. von Habsburg, sowie Herzog Maximilian von Bayern auf eine Entscheidung des Kaisers zugunsten der Kinder und waren nicht an einem Vergleich mit dem Markgrafen interessiert waren. Kaiser Matthias und sein Kanzler Melchior Khlesl förderten wiederholt Versuche zu Vergleichsverhandlungen, da sie in der hochbrisanten religionspolitischen Situation im Reich den Konflikt mit den evangelischen Fürsten nicht noch anheizen wollten. So zog sich der Rechtsstreit von 1605 bis 1622 unter drei Kaisern hin.
Nach der Niederlage Georg Friedrichs in der Schlacht bei Wimpfen (6. Mai 1622) sprach Kaiser Ferdinand II. am 25. August 1622 die Markgrafschaft Baden-Baden dem ältesten Sohn Eduard Fortunats, Wilhelm zu.
Im weiteren Verlauf des Dreißigjährigen Krieges (1618–1648) wurde die Markgrafschaft Baden-Baden nochmals und für kurze Zeit (1634/1635) von Baden-Durlach besetzt.
1627 und 1629 wurden zwischen Wilhelm und Friedrich Vereinbarungen über die Entschädigung für die Okkupation getroffen, die Friedrich jedoch später anfocht, da sie unter militärischem Druck der kaiserlichen Truppen erzwungen wurden. So beschäftigte der badische Sukzessionsstreit auch noch 1648 die Diplomaten die den Westfälischen Frieden aushandelten.

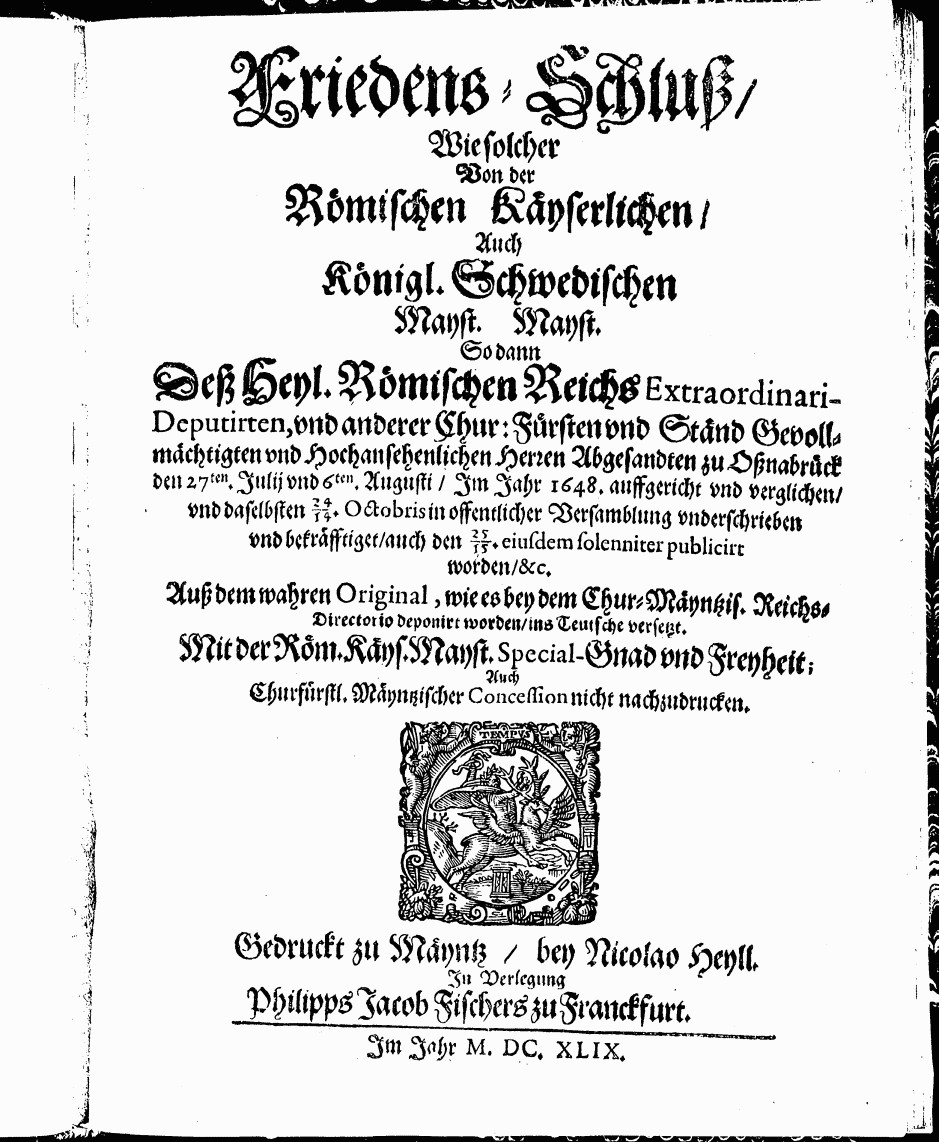
Vertrag von Osnabrück – 1648

Friedrich wurde zwar wieder amnestiert und in seine 1618 bestehenden Rechte restituiert, die Markgrafschaft Baden-Baden blieb jedoch verloren, da die katholischen Stände und Frankreich sich sperrten und Schweden dieser Streitpunkt nicht wichtig genug war, weshalb Friedrich gedrängt wurde, die Festlegungen so zu akzeptieren.
Erst Erbvertrag von 1765 und Erbvereinigung von 1771 führten die beiden badischen Territorien unter Markgraf Karl Friedrich wieder zusammen.

### Abkürzungen
- VA = Vertex Alemanniae
- VKGLBW B = Veröffentlichungen der Kommission für geschichtliche Landeskunde Baden-Württemberg, Reihe B: Forschungen